# Terrero Copalar
Terrero Copalar är en ort i Mexiko.   Den ligger i kommunen San Fernando och delstaten Chiapas, i den sydöstra delen av landet, 700 km öster om huvudstaden Mexico City. Terrero Copalar ligger 882 meter över havet och antalet invånare är 442.
Terrängen runt Terrero Copalar är huvudsakligen kuperad, men norrut är den bergig. Runt Terrero Copalar är det ganska tätbefolkat, med 116 invånare per kvadratkilometer. Närmaste större samhälle är Tuxtla Gutiérrez, 17,4 km sydost om Terrero Copalar. I omgivningarna runt Terrero Copalar växer huvudsakligen savannskog.